# Marguerite de Carinthie
 (juillet 2015).
Marguerite (surnommée familièrement en allemand : Margarete Maultasch ; « Marguerite la Grande Gueule »), née en 1318 et morte le 3 octobre 1369 à Vienne, est une princesse de la maison de Goritz (Meinhardiner), fille du duc Henri de Carinthie. De 1335 à 1361, elle est la dernière comtesse du Tyrol issue de la dynastie. Après le décès de son fils Meinhard III en 1363, le Tyrol est inclus dans les territoires héréditaires des Habsbourg.

## Famille
Elle est la fille de Henri, comte de Tyrol et duc de Carinthie depuis 1310, et de sa seconde épouse Adélaïde, elle-même fille du duc Henri Ier de Brunswick-Grubenhagen.
Initialement, son père Henri avait apporté un soutien significatif aux politiques de son beau-frère Albert Ier de Habsbourg, roi des Romains, notamment à la bataille de Göllheim contre les forces d'Adolphe de Nassau en 1298. Les deux entrent cependant en conflit après l'assassinat du roi Venceslas III de Bohême, dernier souverain de la dynastie des Přemyslides. Tout d'abord, Albert place son fils aîné Rodolphe III sur le trône à Prague. Henri, pour sa part, se marie à Anne, sœur de Venceslas III et, à la mort de Rodolphe l'année suivante, est élu roi de Bohême régnant jusqu'en 1310, année où il est déposé. Plus tard, il s'arrange avec les princes de la maison de Habsbourg et il réussit à garder les fiefs impériaux de Tyrol et de Carinthie.
Après le décès de son père, le 2 avril 1335, Marguerite lui succède dans le comté du Tyrol, alors que le duché de Carinthie est passé, en accord avec l'empereur Louis IV, au duc Albert II d'Autriche et à son frère Othon, fils survivants du roi Albert Ier de Habsbourg et d'Elisabeth de Goritz-Tyrol, tante de Marguerite.

## Biographie
En 1330, Marguerite est mariée à l'âge de douze ans à Jean-Henri de Luxembourg, margrave de Moravie, fils de Jean l'Aveugle, roi de Bohême, qui avait déposé le père de Marguerite du trône en 1310, et également le plus jeune frère de Charles IV de Luxembourg, le futur empereur du Saint-Empire, qui a promulgué la Bulle d'or à Metz en 1356.
En 1341, Marguerite chasse son mari avec l'aide de l'aristocratie tyrolienne et épouse Louis Ier, margrave de Brandebourg, sans avoir obtenu le divorce avec Jean-Henri. Louis est le fils aîné de l'empereur Louis IV de Bavière, un Wittelsbach, et sa première épouse, Béatrice de Świdnica.
Louis de Bavière prend sur lui de déclarer nul et non avenu le mariage de Marguerite et de Jean-Henri. Guillaume d'Ockham et Marsile de Padoue justifient ce premier « mariage civil » du Moyen Âge. Le nouveau pape d'Avignon, Clément VI, toutefois, excommunie Marguerite et son nouveau mari en 1342. Le scandale se propage à travers l'Europe. En 1359, en grande partie grâce à l'influence des nouvelles alliances acquises par le mariage du fils de Louis, Meinhard III de Wittelsbach à Marguerite d'Autriche, fille d'Albert II de Habsbourg, en 1358, Marguerite et son deuxième mari sont absous de l'excommunication par un nouveau pape, Innocent VI. Les annales et les historiens allemands et italiens (Florence, Milan, Padoue, Monza) font référence à ces événements. La propagande religieuse de l'époque la surnomme « Maultasch » (littéralement la « gueule-sac »), c'est-à-dire « prostituée » ou « laide femme ».
Après la mort de son mari, en 1361, son fils, Meinhard III de Bavière, devient comte du Tyrol. Mais Meinhard meurt moins de deux ans plus tard, en 1363, sans héritier, à l'âge de dix-neuf ans. Ce décès déclenche une invasion par le plus jeune frère de Louis, Étienne II de Wittelsbach, duc de Bavière (Basse-Bavière-Landshut et Haute-Bavière). Étienne, allié à Barnabé Visconti, occupait le Tyrol depuis la paix de Schärding. Marguerite a ensuite été amenée à signer un traité avec Rodolphe IV d'Autriche sur le comté. Elle est la dernière souveraine de la dynastie comme comtesse du Tyrol, qui passe ensuite à l'Autriche, non pas par une conquête mais par un libre acte de la comtesse.
Marguerite meurt à Vienne (Autriche) en 1369.

## Postérité

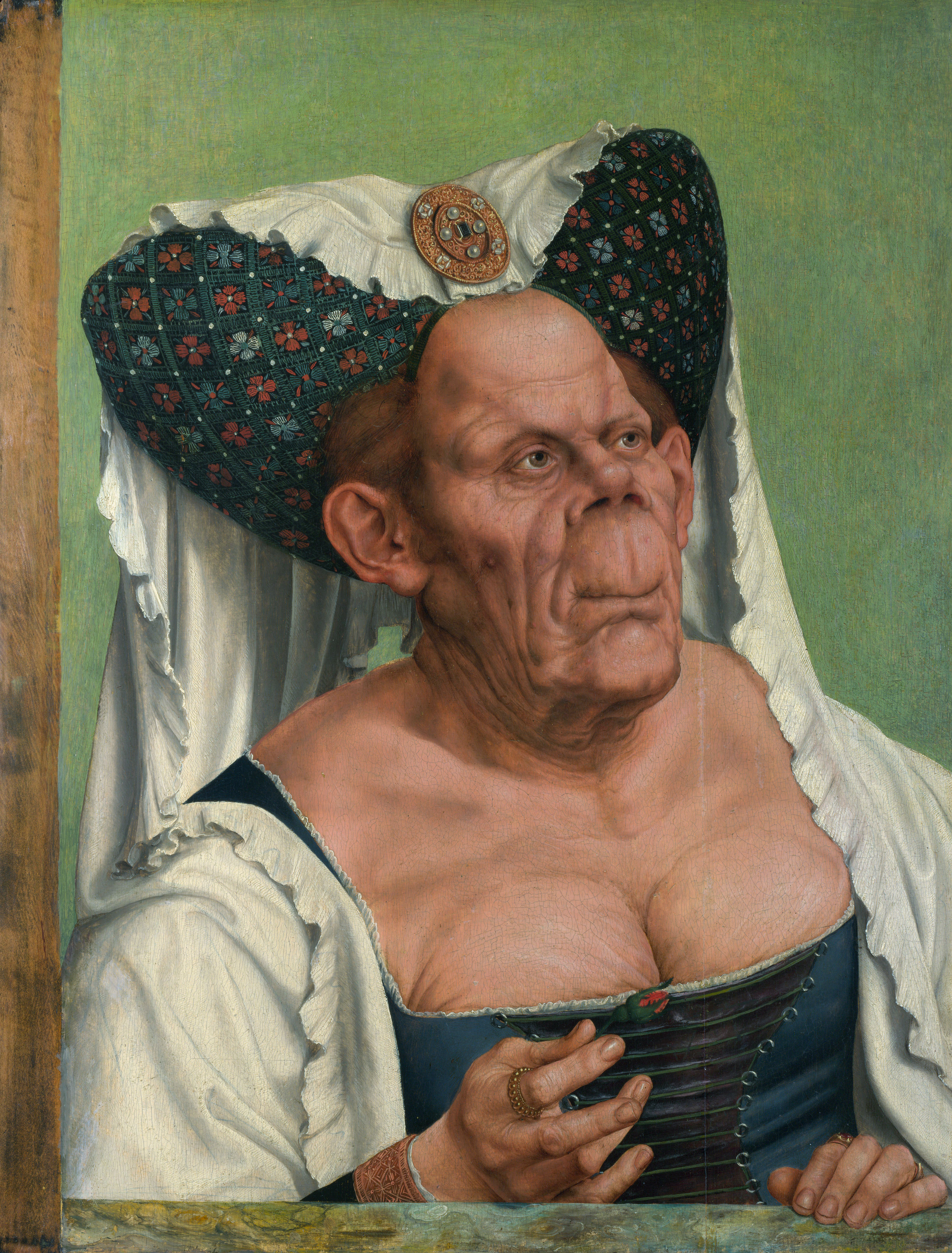
Vieille Femme grotesque par Metsys, portrait supposé de Marguerite.

L'héritier féodal de Marguerite aurait été le fils de son cousin aîné, Frédéric III d'Aragon, gouverneur de Sicile. Ensuite, la succession serait allée en 1401 à Jeanne d'Aragon, comtesse de Foix, et en 1407 à Yolande d'Aragon, reine consort de Naples (les deux filles de Jean Ier, roi d'Aragon). C'est seulement en 1740 que la descendance récupère le Tyrol, lorsque Marie-Thérèse épouse l'héritier du trône d'Aragon François III, duc de Lorraine.
La Vieille Femme grotesque, ou La Duchesse laide, tableau du peintre flamand Quentin Metsys est peut-être le portrait de Marguerite. Elle fut le modèle de Sir John Tenniel pour la « Duchesse » dans ses illustrations d' Alice au pays des merveilles de Lewis Carroll. Lion Feuchtwanger s'est largement inspiré de son histoire dans son roman La duchesse laide (1923) et en 1816, Jacob Grimm a recueilli les légendes de Marguerite dans son livre Deutsche Mythologie. Le récit du siège infructueux du château d'Hochosterwitz, en Carinthie, a été popularisé par le psychologue et sociologue Paul Watzlawick.
« Lorsqu’en 1334, la duchesse du Tyrol, Margareta Maultasch, encercla le château d’Hochosterwitz, dans la province de Carinthie, elle savait trop bien que la forteresse, juchée au sommet d’un rocher incroyablement escarpé, dominant la vallée d’une grande hauteur, résisterait à toute attaque de front et ne serait prise que par un long siège. À la longue, la situation des assiégés se fit effectivement intenable : ils étaient réduits à leur dernier bœuf et à deux sacs d’orge. Mais la situation de Margareta devenait également critique, pour d’autres raisons : ses troupes commençaient à s’agiter, le siège semblait devoir durer une éternité, et d’autres expéditions armées se faisaient tout aussi urgentes. C’est alors que le commandant de la forteresse se résolut à une action désespérée qui dut passer pour de la pure folie auprès de ses hommes : il fit abattre le dernier bœuf, remplir sa cavité abdominale des deux derniers sacs d’orge, et ordonna que la carcasse fût ainsi jetée du haut du rocher dans un champ devant le camp de l’ennemi. Lorsqu’elle reçut ce message méprisant, la duchesse, découragée, leva le siège et partit.  »